# Jorge Casal
Jorge Casal (Buenos Aires, 14 de enero de 1924 - ibídem, 25 de junio de 1996) cuyo verdadero nombre era Salvador Carmelo Pappalardo, fue un cantante y actor de tango argentino de larga trayectoria artística.

## Carrera
Hijo de padres italianos, Jorge Casal comenzó trabajando en una pequeña fábrica textil en Villa Piaggio (hoy Villa Lynch), en el partido de San Martín, a unas 20 cuadras de su casa.
Se inició profesionalmente en el tango junto con su amigo, el cantor Roberto Florio (El Chocho).
Fue contratado como cantor de la orquesta de Florindo Sassone, donde cantó tangos como Canción de cuna y Volver de Carlos Gardel y Alfredo Le Pera, desde el 18 de noviembre de 1946 hasta 1950.
El 2 de marzo de 1950 ingresó a la orquesta de Aníbal Troilo, dejando en el disco 20 grabaciones memorables, y allí permanece hasta el 30 de abril de 1955, cuando hizo su debut como cantor solista. Junto a Troilo también estuvo su otro cantor Raúl Berón.
Las primeras grabaciones en tal carácter las hizo con el conjunto de guitarras de Roberto Grela que estaba conformado por Héctor Ayala, Domingo Laine y Ernesto Báez en el guitarrón.
A partir de 1956 realizó giras por Estados Unidos y Colombia. Su sobrino fue el también cantor Héctor Darío.

## Filmografía
- 1950: Al compás de tu mentira, con la orquesta de Domingo Federico.
- 1952: Mi noche triste, donde dobló al actor Jorge Salcedo.[8]
- 1954: El cartero, donde trabajó junto a la actriz Haydée Larroca.
- 1955: Vida nocturna.[4]

## Televisión
- 1956: El tango, señor de la ciudad, con Astor Piazzolla, Alba Solís, el ballet de Ángel Eleta y Nelly Raymond.[9]
- 1963: Grandes valores del tango.[10]

## Teatro
- 1953: El patio de la morocha, sainete de Cátulo Castillo y Troilo. Anteriormente hizo giras por Brasil.[11]
- 1959: Caramelos surtidos, de Enrique Santos Discépolo, nuevamente con Aníbal Troilo y representada en el teatro Presidente Alvear.[12]

## Discografía
- Dicen que dicen
- A mis manos
- Canción de cuna y Volver (1947- RCA Víctor).
- Por dónde andará (1947).
- Puentecito de mi río (1947).
- Cien guitarras (1947).
- Siempre te nombra (1947).
- El día que me quieras (1948).
- A la luz del candil (1948).
- Rencor (1949).
- Y volvemos a querernos (1949).
- Mi noche triste (1949).
- La última cita (1949).
- Fogón de huella (1949).
- Madre hay una sola (1949).
- No te engañes corazón (1949).
- Noches de Atenas (1950).
- Al compás de la mentira (1950)[13]
- Uno y uno
- Tinglado

con la orquesta de Aníbal Troilo (sello TK):
- Che bandoneón 24-11-1950
- Mi vieja viola 19-02-1951
- El patio de la morocha 21-03-1951
- La violeta 30-07-1951
- Buenos Aires 20-03-1952
- Amigazo 28-03-1952
- Uno 14-05-1952
- Flor campera 05-06-1952
- Ventanita de arrabal 07-08-1952
- Barrio viejo del 80 11-09-1952
- Del suburbio 11-09-1952
- Araca corazón 23-11-1952
- La mentirosa 12-12-1952
- Vuelve la serenata 23-03-1953 (a duo con Raúl Berón)
- Una canción 19-05-1953
- Patio mío 22-09-1953
- Milonga del mayoral 22-09-1953 (a duo con Raúl Berón)
- Carmín 12-02-1954
- La cantina 29-04-1954
- Los cosos de al lao 06-09-1954

## Homenajes
En diciembre de 2009, el Gobierno de la ciudad de Buenos Aires le puso el nombre de Jorge Casal a una plaza de Villa Urquiza, su barrio natal.